# Adam-Claus Eckert
Adam-Claus Eckert (* 8. August 1946 in Konstanz) ist der Aufsichtsratsvorsitzende und ehemalige Geschäftsführer der Unternehmensgruppe Dr. Eckert mit Sitz in Berlin und Stuttgart.
Nach dem Abitur studierte Eckert Jura in München, Genf und Freiburg. Im Anschluss an seine Promotion legte er ein zweijähriges Praktikum bei der Firma Stockheim in Düsseldorf ab.
1975 trat er in die Unternehmensgruppe Dr. Eckert GmbH (früher: Handelshaus Dr. Eckert & Co, Peter Welter, Barbarino) ein, die er seit 1991 als geschäftsführender Gesellschafter leitet. Mit dem Kauf der Bahnhofsbuchhandlung Gerhard Ludwig in Köln 1988 leitete Eckert die Expansion des Familienunternehmens ein. 1998 erfolgte die Übernahme der PSG Prima Service Gesellschaft Berlin, 1999 der Erwerb der Firma KOHM (Tabakwaren) Karlsruhe und 2006 von 14 U-Stores in Berliner U-Bahnhöfen. Im Jahr 2014 übergab Eckert die Geschäftsführung der Unternehmensgruppe an Torsten Löffler und ist seither Vorsitzender des Aufsichtsrates.
Von 1980 bis 1989 war Eckert stellvertretender Vorsitzender und von 1989 bis 1998 Vorsitzender des Verbandes Deutscher Bahnhofsbuchhändler. 1998 stiftete er den zunächst mit 10.000 DM, aktuell mit 5.000 € dotierten Journalistenpreis Bahnhof, der seither alljährlich für „herausragende journalistische Leistungen zum Thema Bahnhof“ vergeben wird. Eckert war jahrelang Mitglied der Jury zur Vergabe des Preises „Der Goldene Vertrieb“ sowie zwischen 2005 und 2014 Präsidiumsmitglied des Bundesverbandes des Tabakwaren-Einzelhandels e.V. (BTWE).
2011 wurde die Unternehmensgruppe Dr. Eckert als „Stuttgarts bester Arbeitgeber 2011“ ausgezeichnet.